# Манши
Манши (кит. спр. 芒市, піньїнь: Máng Shì) — місто-повіт в китайській провінції Юньнань, адміністративний центр Дехун-Дай-Качинської автономної префектури.

## Географія
Манши розташовується у горах Гаолідун (південні хребти Гендуаншань) — висота понад 900 метрів над рівнем моря нівелює спекотний клімат низьких широт.

### Клімат
Місто знаходиться у зоні, котра характеризується океанічним кліматом субтропічних нагір'їв. Найтепліший місяць — серпень із середньою температурою 24.2 °C. Найхолодніший місяць — січень, із середньою температурою 12.6 °С.
| Клімат Манши            | Клімат Манши | Клімат Манши | Клімат Манши | Клімат Манши | Клімат Манши | Клімат Манши | Клімат Манши | Клімат Манши | Клімат Манши | Клімат Манши | Клімат Манши | Клімат Манши | Клімат Манши |
| Показник                | Січ.         | Лют.         | Бер.         | Квіт.        | Трав.        | Черв.        | Лип.         | Серп.        | Вер.         | Жовт.        | Лист.        | Груд.        | Рік          |
| Середній максимум, °C   | 22,1         | 23,9         | 27,3         | 29,5         | 29,5         | 28,7         | 28           | 29           | 29,1         | 27,8         | 25           | 22,4         | 26,9         |
| Середня температура, °C | 12,6         | 14,5         | 17,9         | 21,1         | 23,3         | 24,2         | 23,9         | 24,2         | 23,5         | 21,5         | 17,3         | 13,7         | 19,8         |
| Середній мінімум, °C    | 6,1          | 7,7          | 10,7         | 14,7         | 18,7         | 21,4         | 21,5         | 21,5         | 20,4         | 17,8         | 12,5         | 8,1          | 15,1         |
| Норма опадів, мм        | 13.7         | 26.6         | 26.9         | 65.4         | 154.3        | 287.5        | 360.1        | 317.7        | 187          | 137.9        | 49.8         | 11.8         | 1638.7       |
| Вологість повітря, %    | 78           | 72           | 66           | 67           | 75           | 84           | 87           | 86           | 84           | 83           | 82           | 81           | 78.8         |
| ----------------------- | ------------ | ------------ | ------------ | ------------ | ------------ | ------------ | ------------ | ------------ | ------------ | ------------ | ------------ | ------------ | ------------ |
| Джерело: data.cma.cn    |              |              |              |              |              |              |              |              |              |              |              |              |              |